# Tribu Pupinia
La tribu Pupinia est l'une des trente-et-une tribus rustiques de la Rome antique.
D'après Festus, elle tirait son nom du champ Pupinien, situé entre Tusculum et Rome.
Les citoyens de la colonie romaine de Béziers étaient inscrits à la tribu Pupinia.